# Giovanni Dolfin (vescovo di Belluno)
Giovanni Dolfin (noto anche come Giovanni Defino; Venezia, 1589 – Venezia, 23 giugno 1659) è stato un vescovo cattolico italiano.

## Biografia
Giovanni Dolfin nacque a Venezia nel 1589, appartenente alla famiglia patrizia veneziana dei Dolfin.
Il 9 febbraio 1626 fu nominato vescovo di Belluno da papa Urbano VIII. Ricevette la consacrazione episcopale il 22 febbraio dello stesso anno a Roma, nella Cappella Sistina, per mano del cardinale Antonio Barberini.
Il 29 dicembre 1626 concesse alla popolazione di Laste il privilegio di staccare la loro chiesa da quella di Rocca Pietore, erigendola a parrocchia autonoma. Durante il suo episcopato si distinse per il suo impegno verso l'istruzione e la riforma del seminario di Belluno, che egli riorganizzò come collegio convitto, conformemente alle indicazioni del concilio di Trento. La sua opera di rinnovamento del seminario ha avuto un impatto duraturo sulla formazione dei giovani clericali della diocesi. Tuttavia, le difficoltà economiche e altre sfide pastorali lo portarono a rinunciare all'incarico nel 1634.
Morì a Venezia il 23 giugno 1659.

## Genealogia episcopale
La genealogia episcopale è:
- Cardinale Guillaume d'Estouteville, O.S.B.Clun.
- Papa Sisto IV
- Papa Giulio II
- Cardinale Raffaele Riario
- Papa Leone X
- Papa Paolo III
- Cardinale Francesco Pisani
- Cardinale Alfonso Gesualdo
- Papa Clemente VIII
- Cardinale Pietro Aldobrandini
- Cardinale Laudivio Zacchia
- Cardinale Antonio Barberini, O.F.M.Cap.
- Vescovo Giovanni Dolfin